# Dockorna i spegeln
Dockorna i spegeln är en svensk tv-serie som visades i SVT över jul- och nyårshelgen 1991–1992. Den är skriven av Maria Gripe och Camilla Gripe. För regin stod Joachim Bergenstråhle.

## Handling
Nyårsnatten 1899 blir en ung man häftigt förälskad i en docka. För att komma nära Alice, som hon heter, förvandlar han sig till dockan Arlecchino och tar sig in i dockmakarens verkstad.

## Medverkande
- Ferruccio Bigi - Ferruccio/Arlecchino
- Stig Ossian Ericson - Thomas
- Lena T. Hansson - Alice
- Johan Ulveson - Hjälten
- Sif Ruud - Hulda
- Sten Ardenstam - Magistern
- Oskar Löfkvist - Max
- Tomas Bolme - Mefisto
- Ludwig Bell - Moritz